# 全日本大学レスリング選手権大会
内閣総理大臣杯全日本大学レスリング選手権大会（ぜんにほんだいがくれすりんぐせんしゅけんたいかい）は、毎年11月に開催される大学レスリングの全国大会である。通称「内閣」。

## 概要
1975年に第1回が行われた。全日本学生選手権との違いは、男子フリースタイルのみで大学対抗を兼ねており、出場枠が1大学1階級1人までとなっている（グレコローマンは全日本大学グレコローマンスタイル選手権大会として同時期に行われる。女子は同時期に開催される全国社会人オープンレスリング選手権大会への大学生の参加が認められている）。奇数年は西日本、偶数年は東日本で開催される。
世界レスリング連合（UWW）ルールに則る。
各階級のトーナメントで8位以内に入れば大学対抗ポイントが加算され、ポイントが最も多い大学が大学対抗優勝となる。
各階級、3位以上の成績の個人は、同年度内に開催の全日本選手権大会（天皇杯）の出場資格ならびに全日本選抜選手権大会（明治杯）予選会への参加資格が与えられる。

## 実施階級
～2001年
54kg級・58kg級・63kg級・69kg級・76kg級・85kg級・97kg級・130kg級（8階級）
2002年～2013年
55kg級・60kg級・66kg級・74kg級・84kg級・96kg級・120kg級（7階級）
2014年～2019年
57kg級・61kg級・65kg級・70kg級・74kg級・86kg級・97kg級・125kg級（8階級）

## 敗者復活戦
各階級のトーナメントで、決勝進出者に直接対決で敗れた選手をブロックごとにプールし、3位から8位までの順位決定トーナメント戦を行う。
各ブロックの本戦1回戦の敗者と本戦2回戦の敗者、続いてその勝者と本戦準々決勝の敗者が対戦するステップラダー方式により、勝者は本戦準決勝の敗者と3位決定戦を行う。勝者は3位、敗者は5位となる。

## 大学対抗ポイント得点配分
各階級個人戦のトーナメントで8位以内に入れば大学対抗ポイントが加算され、ポイントが最も多い大学が大学対抗優勝となる。
| 1位  | 2位 | 3位 | 5位   | 7位 | 8位 |
| ---- | --- | --- | ----- | --- | --- |
| 12点 | 9点 | 6点 | 3.5点 | 2点 | 1点 |

## 開催記録
| 回 | 年度 | 大学対抗優勝 | 最優秀選手                           | 開催地・会場                                 | 開催月日           |
| -- | ---- | ------------ | ------------------------------------ | -------------------------------------------- | ------------------ |
| 1  | 1975 | 日本体育大学 |                                      | 東京・早稲田記念館                           | 5月4日～5月5日     |
| 2  | 1976 | 国士舘大学   |                                      | 大阪・桃山学院大学                           |                    |
| 3  | 1977 | 日本体育大学 |                                      | 東京・東京都体育館                           |                    |
| 4  | 1978 | 日本体育大学 |                                      | 兵庫・王子体育館                             |                    |
| 5  | 1979 | 日本体育大学 |                                      | 東京・東京都体育館                           |                    |
| 6  | 1980 | 日本体育大学 |                                      | 滋賀・甲賀町民体育館                         |                    |
| 7  | 1981 | 日本体育大学 |                                      | 東京・東京都体育館                           |                    |
| 8  | 1982 | 日本体育大学 |                                      | 大阪府立体育会館                             |                    |
| 9  | 1983 | 国士舘大学   |                                      | 奈良・河合町立体育館                         |                    |
| 10 | 1984 | 日本大学     |                                      | 東京・駒沢体育館                             |                    |
| 11 | 1985 | 日本体育大学 |                                      |                                              |                    |
| 12 | 1986 | 日本体育大学 |                                      |                                              |                    |
| 13 | 1987 | 日本体育大学 |                                      |                                              |                    |
| 14 | 1988 | 日本体育大学 |                                      |                                              |                    |
| 15 | 1989 | 日本体育大学 |                                      |                                              |                    |
| 16 | 1990 | 日本体育大学 |                                      |                                              |                    |
| 17 | 1991 | 国士舘大学   |                                      |                                              |                    |
| 18 | 1992 | 日本体育大学 |                                      |                                              |                    |
| 19 | 1993 | 日本体育大学 |                                      |                                              |                    |
| 20 | 1994 | 日本体育大学 |                                      |                                              |                    |
| 21 | 1995 | 国士舘大学   |                                      | 大阪・金岡公園体育館                         |                    |
| 22 | 1996 | 日本大学     |                                      | 大阪・北千里体育館                           |                    |
| 23 | 1997 | 日本大学     |                                      | 神奈川・逗子アリーナ                         |                    |
| 24 | 1998 | 日本大学     |                                      | 栃木・足利市体育館                           |                    |
| 25 | 1999 | 山梨学院大学 |                                      | 富山・黒部YKK体育館                          |                    |
| 26 | 2000 | 国士舘大学   |                                      | 宮城・夢メッセみやぎ                         | 11月18日～11月19日 |
| 27 | 2001 | 山梨学院大学 | 池松和彦                             | 高知・宿毛高校体育館                         | 11月10日～11月11日 |
| 28 | 2002 | 山梨学院大学 | 小幡邦彦                             | 静岡・東伊豆町勤労者体育センター             | 11月16日～11月17日 |
| 29 | 2003 | 日本体育大学 |                                      | 兵庫・西宮市鳴尾浜体育館                     | 11月7日～11月8日   |
| 30 | 2004 | 日本大学     | 松本真也                             | 東京・駒沢オリンピック公園総合運動場体育館   | 11月18日～11月19日 |
| 31 | 2005 | 日本大学     | マキシモ・ブランコ                   | 兵庫・猪名川町立文化体育館                   | 11月12日～11月13日 |
| 32 | 2006 | 拓殖大学     | 磯川孝生                             | 東京・駒沢オリンピック公園総合運動場体育館   | 12月21日～12月22日 |
| 33 | 2007 | 拓殖大学     | 藤本浩平                             | 岐阜・中津川市東美濃ふれあいセンターアリーナ | 11月8日～11月9日   |
| 34 | 2008 | 日本体育大学 | 門間順輝                             | 新潟・新潟市白根カルチャーセンター           | 11月15日～11月16日 |
| 35 | 2009 | 拓殖大学     | 高谷惣亮                             | 大阪・堺市金岡公園体育館                     | 11月14日～11月15日 |
| 36 | 2010 | 拓殖大学     | 岡本佑一（拓大）                     | 東京・駒沢体育館                             | 11月11日～11月12日 |
| 37 | 2011 | 拓殖大学     | 高谷惣亮（拓大）                     | 岐阜・中津川市東美濃ふれあいセンターアリーナ | 11月13日～11月14日 |
| 38 | 2012 | 山梨学院大学 | 鴨居正和（山梨学院大）               | 東京・文京スポーツセンター                   | 11月10日～11月11日 |
| 39 | 2013 | 早稲田大学   | 保坂健（早大）                       | 大阪・堺市金岡公園体育館                     | 11月9日～11月10日  |
| 40 | 2014 | 日本大学     | 山本康稀（日大）                     | 東京・駒沢体育館                             | 11月12日～11月13日 |
| 41 | 2015 | 山梨学院大学 | 高橋侑希（山梨学院大）               | 大阪・堺市金岡公園体育館                     | 11月14日～11月15日 |
| 42 | 2016 | 山梨学院大学 | オレッグ・ボルチン（山梨学院大）     | 愛媛・宇和島市総合体育館                     | 11月12日～11月13日 |
| 43 | 2017 | 拓殖大学     | 藤波勇飛（山梨学院大）               | 福井・おおい町総合運動公園体育館             | 11月11日～11月12日 |
| 44 | 2018 | 日本体育大学 | 新井陸人（日体大）                   | 大阪・東和薬品RACTABドーム                   | 11月10日～11月11日 |
| 44 | 2019 | 山梨学院大学 | ウレット・アルメンタイ（山梨学院大） | 鹿児島・吹上浜公園体育館                     | 11月9日～11月10日  |
| 45 | 2020 | 日本体育大学 | 山口海輝                             | 大阪・門真スポーツセンター                   |                    |
| 46 | 2021 | 日本体育大学 | 山口海輝                             | 栃木・足利市民体育館                         |                    |
| 47 | 2022 | 日本体育大学 | 伊藤飛未来                           | 大阪・堺市金岡公園体育館                     |                    |
| 48 | 2023 | 日本体育大学 | 清岡幸大郎                           | 大阪・堺市金岡公園体育館                     |                    |

## 4連覇を達成した選手
- 本田多聞
- 赤石光生
- 小幡邦彦
- 佐藤吏
- 高谷惣亮
- 山本康稀
- オレッグ・ボルチン
- 藤波勇飛

## 歴代1年生王者
- 佐藤満
- 小林孝至
- 本田多聞
- 赤石光生
- 山下浩
- 小泉円
- 荻田剛志
- 吉田清太郎
- 忌部公介
- 小幡邦彦
- 佐藤吏
- 松本真也
- 高塚紀行
- 大沢茂樹
- 荒木田進謙
- 高谷惣亮
- 金沢勝利
- 池田智
- 高橋侑希
- 山本康稀
- オレッグ・ボルチン
- 白井勝太
- 藤波勇飛
- バグダウレット・アルメンタイ
- 山口海輝
- 榊流斗